# Mayer-Kuvert-network
Mayer-Kuvert-network (également connu sous le nom de Groupe Mayer) est un fabricant européen d'enveloppes, d'emballages et de matériel d'expédition. Le siège du groupe se trouve à Heilbronn, Allemagne.

## Histoire

### 1877–1950: Création et Seconde Guerre mondiale

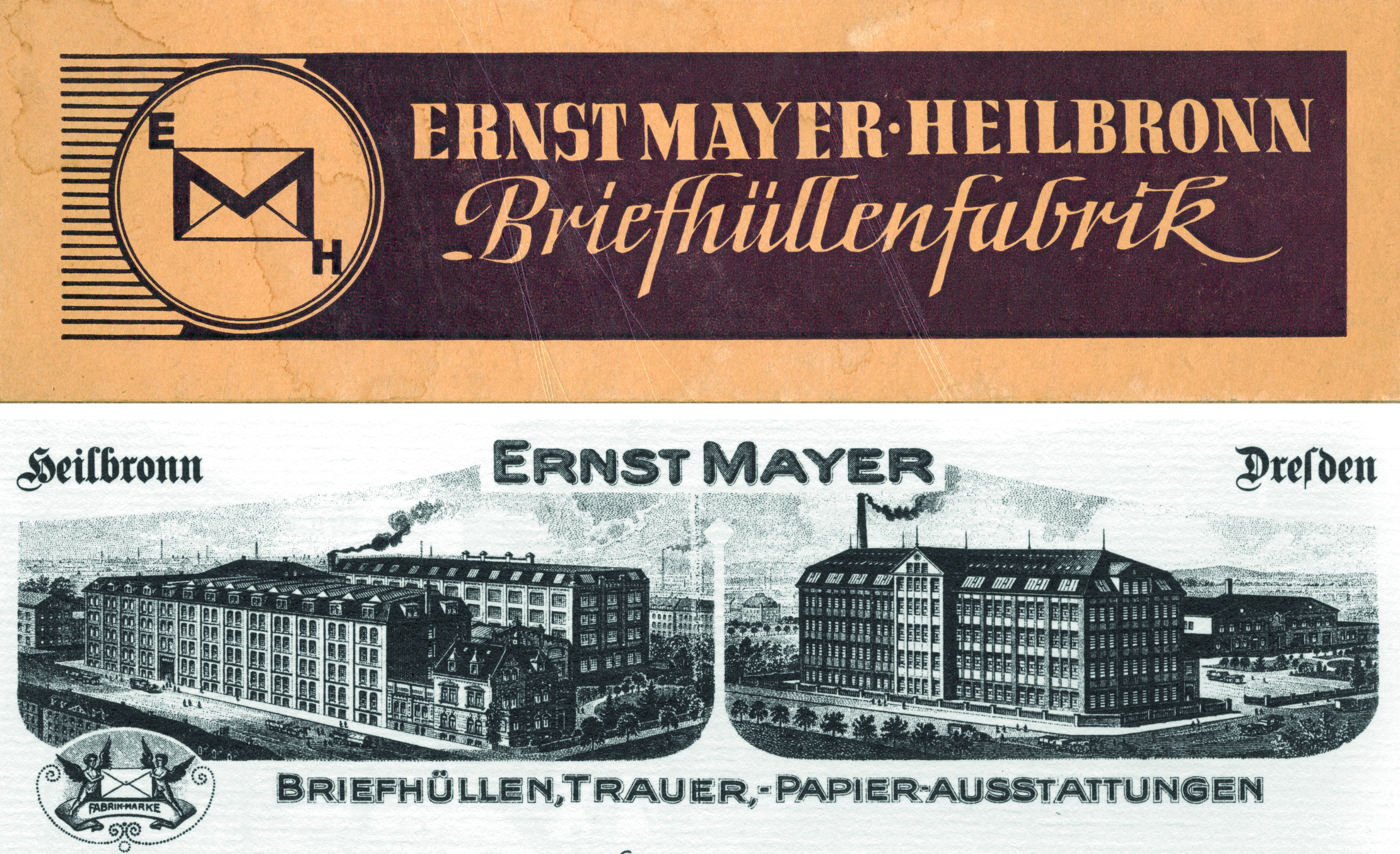
Sièges sociaux de l'usine d'enveloppes Ernst Mayer à Heilbronn et Dresde (1909)

L'entreprise est fondée en 2 par Ernst Mayer sous le nom de « Ernst Mayer Briefhüllenfabrik » à Heilbronn, Allemagne. En 1878, Ernst Mayer achète la première machine à plier de l'entreprise au Salon mondial de Paris et s'installe dans un nouveau bâtiment qu'il construit lui-même en 1883. Il invente le sceau gommé et ouvre une succursale à Dresde en 1909. En 1918, l'entreprise est baptisée « Ernst Mayer - Briefhüllen, Trauer-, Papierausstattungen ». Avec l'arrivée des machines rotatives dans les années 1920, l'entreprise étend sa production et emploie au total environ 500 personnes dans les années 1930. Le 4 décembre 1944, les bombardiers britanniques détruisent l'ensemble des installations de production pendant la Seconde Guerre mondiale. Après 1945, la succursale de Dresde est nationalisée en tant qu'entreprise d'État en ex-RDA. Les fils d'Ernst Mayer, Alfred et Erich, reçoivent la Croix de l'Ordre du Mérite de la République fédérale d'Allemagne en 1952 pour la reconstruction rapide de l'entreprise après la fin de la guerre.

### 1960–2000: Développement et expansion

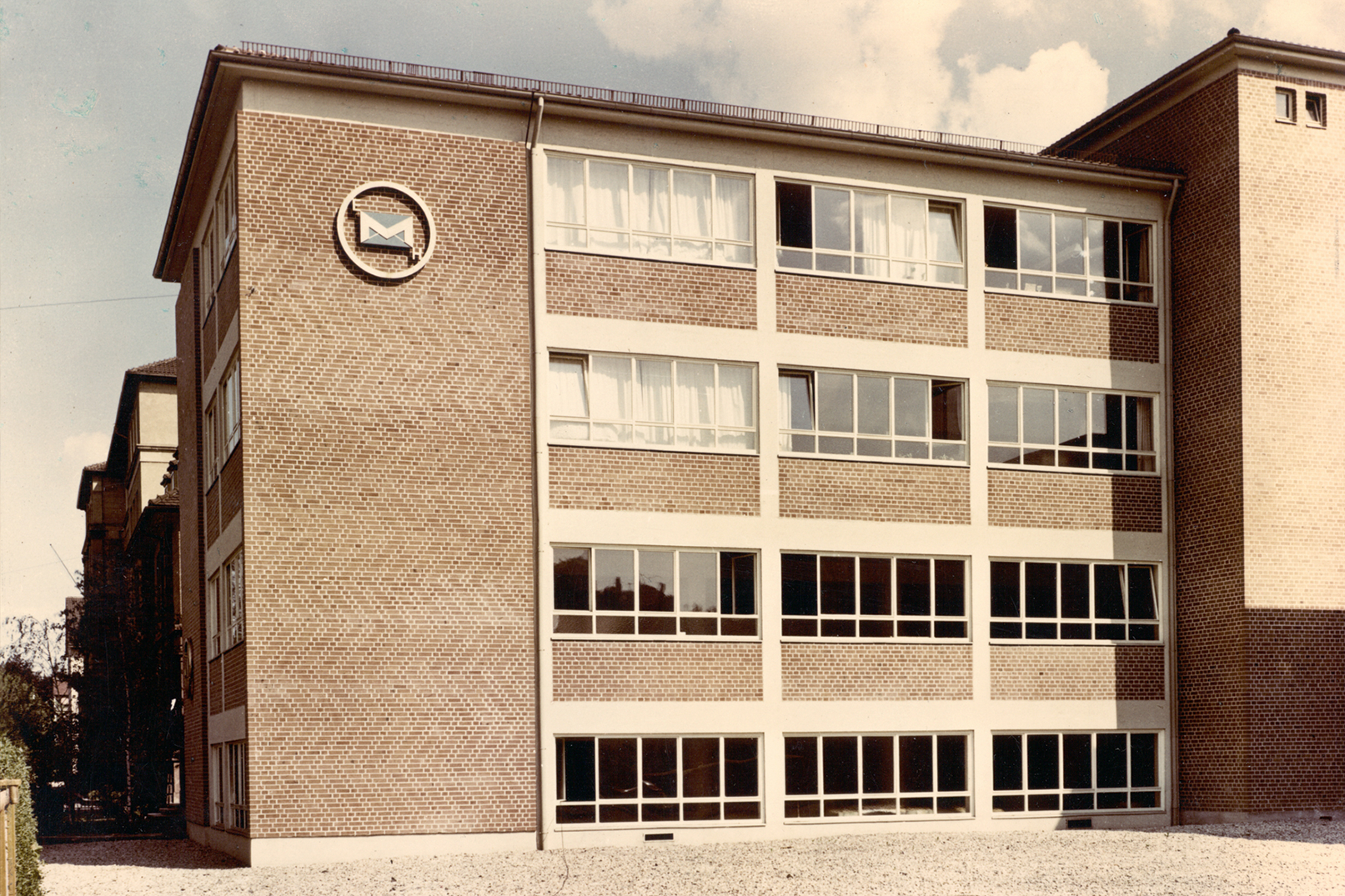
Construction de l'usine d'enveloppes Ernst Mayer (Heilbronn, 1970)

Dans les années 1960 et 1970, une centaine de machines sont exploitées sur 8 000 m² à Heilbronn, traitant environ 4 000 t de papier par an et assurant une production annuelle d'environ 400 millions d'enveloppes. À la fin des années 1970, Mayer compte 200 employés et 9 agences indépendantes. Mise à rude épreuve par la concurrence sur le marché des enveloppes, l'entreprise tombe dans le rouge dans les années 1980. En 1983, le groupe suédois de transformation du papier Ljungdahls rachète 80% de l'entreprise, qui est au bord de l'insolvabilité, et en cède 26% à Edlef Bartl. L'aide annoncée par Ljungdahls n'étant pas concrétisée, Bartl reprend 100% de l'entreprise en 1984 et la fait sortir de la crise en élargissant la gamme de produits et en restructurant les processus de production et de gestion. En 1986, Bartl fonde BSB-Kuvert à Berlin avec trois rotatives et en 1989, il rachète le concurrent Lemppenau. La même année, la société « Ernst Mayer » est rebaptisée « Mayer-Kuvert ». En 1991, la société reprend l'usine d'enveloppes de München-Pasing et en 1992, Bartl rachète à la Treuhand (société fiduciaire) Torgau-Kuvert, le plus grand fabricant d'enveloppes de la RDA. En 1991 est inauguré le nouveau bâtiment de l'entreprise à Heilbronn, qui réunit toutes les étapes de production sous un même toit. En 1992, la société étend ses activités à la République tchèque et, en 1995, à la Roumanie et à la Pologne, puis à la Slovaquie, à la Bulgarie, à l'Ukraine, à la Russie et aux États baltes d'Estonie, de Lettonie et de Lituanie à la fin des années 1990,.

### 2000–2012: Mayer-Kuvert-network

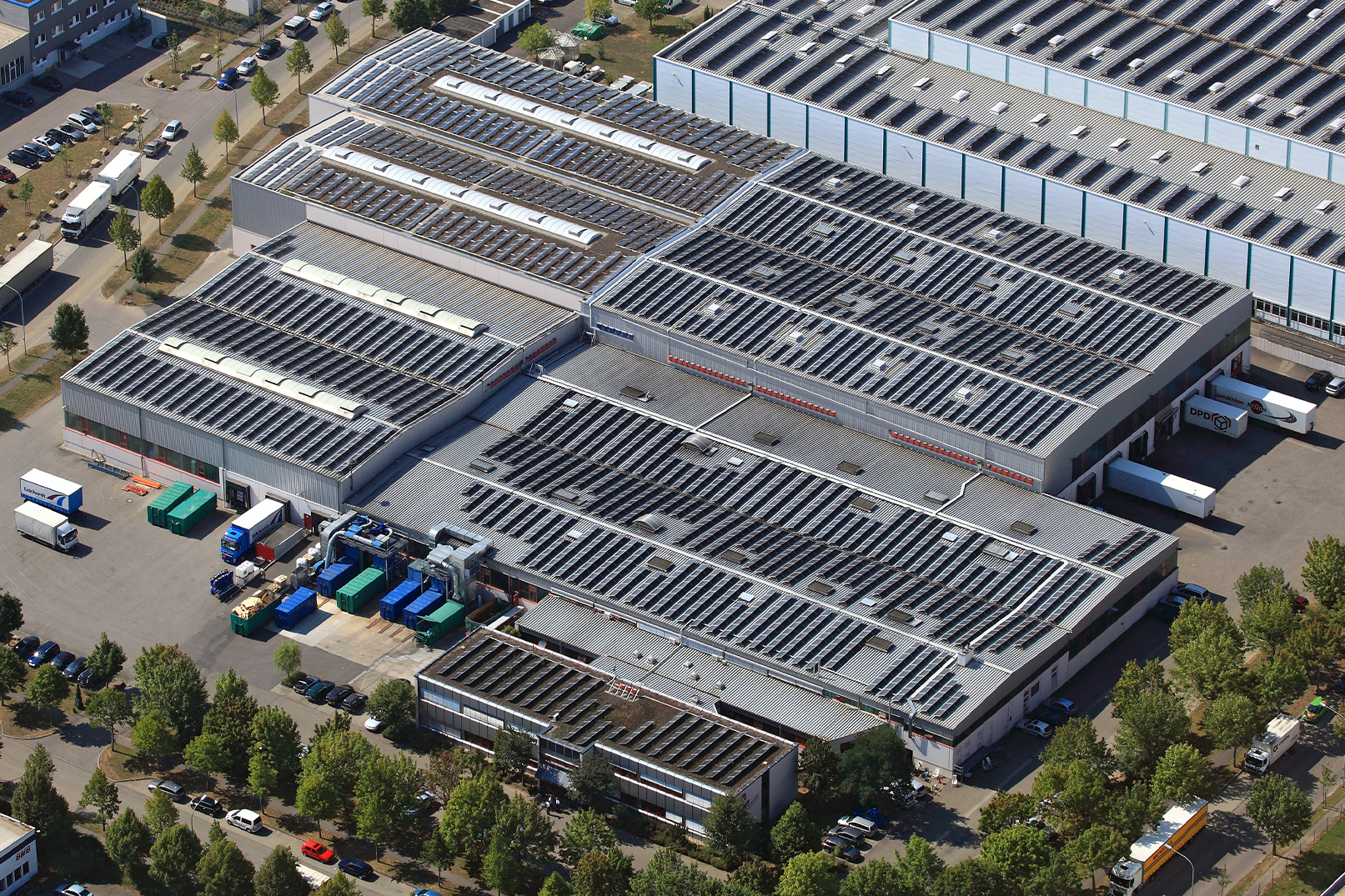
Vue aérienne du siège social du réseau Mayer-Kuvert à Heilbronn

En 2003, la société est rebaptisée Mayer-Kuvert-network. Dans les années suivantes, Mayer-Kuvert-network reprend d'autres entreprises en Europe : en 2006, il reprend deux sites de production d'Antalis Envelopes au Royaume-Uni. En 2008 : Mayer-Kuvert-network rachète 50% de la société danoise A-Mail Kuverter ainsi que Herlitz PBS AG. La même année, le groupe reprend le concurrent BlessOF, qui est au bord de l'insolvabilité, puis NC-Couvert en 2010. En 2011, le groupe Mayer reprend et restructure l'entreprise française d'enveloppes GPV Groupe, un fournisseur de la Poste française, entre autres. En 2012, il rachète les imprimeries belges de Vroede et Data Impress,. En 2012, le groupe de sociétés concentre les activités de distribution des filiales Mayer-Kuvert, BlessOF et Clausnitzer & Kupa-Kuvert dans la société de distribution mayer-network.

### À partir de 2014: décès de Bartl et réorientation de l'entreprise

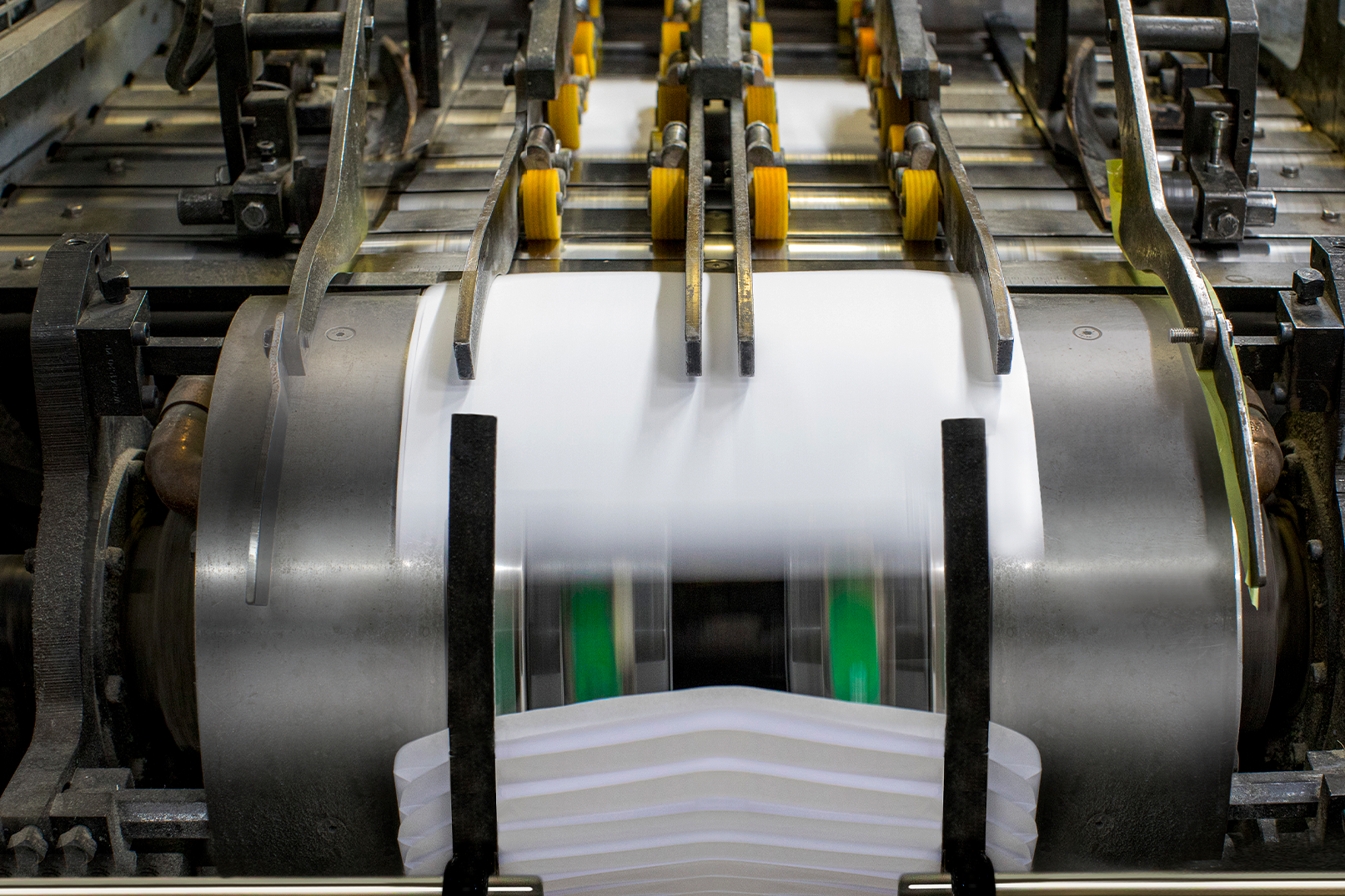
Production d'enveloppes (2020)

En 2014, le directeur général Bartl décède subitement. À l'époque, le groupe compte 50 entreprises dans 23 pays, avec environ 2 400 employés qui produisent plus de 21 milliards d'enveloppes, de sacs postaux et de pochettes d'expédition par an. Le gendre de Bartl, Thomas Schwarz, qui avait déjà été nommé CO-CEO en 2013, lui succède à la tête du groupe avec une équipe de direction de huit personnes. En 2017, une procédure d'insolvabilité est engagée pour la société BlessOF. Celle-ci est menée à bien la même année,.
En 2017, l'entreprise s'engage dans une opération de réorientation majeure, « Mission 2020 », rendue possible à la suite de la reprise de la majorité des parts du groupe par un family office en 2018 : les unités de production non rentables en Allemagne et à l'étranger sont fermées et les sites existants sont consolidés. De plus, la division des matériaux d'emballage respectueux de l'environnement est renforcée et la numérisation est étendue.

## Structure du groupe
Le fabricant d'enveloppes « Groupe Mayer » est une société à responsabilité limitée selon le droit allemand (Gesellschaft mit beschränkter Haftung) et se compose de plus de 30 entreprises, comme Torgau-Kuvert, BlessOF, Mayer-Kuvert, mayer-network et novadex. Le groupe de sociétés est présent dans 15 pays d'Europe occidentale et orientale, ainsi qu'en Belgique, au Danemark, en Grande-Bretagne, en Irlande, en France et en Norvège. Le groupe est divisé en trois segments d'activité : enveloppes et sacs postaux, emballages en papier léger et nouveaux médias et services. En novembre 2019, le groupe Mayer crée mayer-digital en tant qu'unité de commercialisation numérique et centre de compétence pour l'ensemble de l'entreprise. En plus de Thomas Schwarz, Walter Pötter et Bernd Wiedmann font partie de l'équipe de direction du groupe Mayer depuis 2018.

## Produits
Les enveloppes, les sacs postaux et les matériaux d'emballage légers ainsi que les produits spéciaux fabriqués sur demande constituent l'activité principale du groupe. Face au déclin du marché des enveloppes depuis des années, le groupe Mayer propose depuis 2011 une communication de marque numérique qui ne cesse de se développer. Le groupe produit environ 15 milliards d'enveloppes par an sur 136 presses rotatives et 59 machines à feuilles.

## Durabilité
En 2009, l'entreprise produit la première enveloppe à bilan carbone neutre au monde. Le groupe Mayer reçoit entre autres la distinction de l'Ange bleu. Depuis 2010, les enveloppes et les sacs postaux portant le label écologique PEFC/04-31-1402 sont garantis comme étant fabriqués à partir de papier provenant de forêts durables. Le siège du groupe à Heilbronn, avec ses 16 000 mètres carrés de surface de bâtiment, est couvert d'un système photovoltaïque. L'entreprise est certifiée selon la norme ISO 14001. Depuis novembre 2020, Mayer-Kuvert-network est membre de l'association des entreprises engagées dans la protection du climat « Klimaschutz-Unternehmen e. V. ».